# Bielnejaure
Bielnejaure är en sjö i Krokoms kommun i Jämtland och ingår i Indalsälvens huvudavrinningsområde. Sjön har en area på 1,44 kvadratkilometer och ligger 858,2 meter över havet. Sjön avvattnas av vattendraget Lockringsån (Grubbdalsån). Vid provfiske har öring fångats i sjön.

## Delavrinningsområde
Bielnejaure ingår i det delavrinningsområde (710384-139047) som SMHI kallar för Utloppet av Bielnejaure. Medelhöjden är 900 meter över havet och ytan är 5,46 kvadratkilometer. Räknas de 2 avrinningsområdena uppströms in blir den ackumulerade arean 6,6 kvadratkilometer. Lockringsån (Grubbdalsån) som avvattnar avrinningsområdet har biflödesordning 3, vilket innebär att vattnet flödar genom totalt 3 vattendrag innan det når havet efter 340 kilometer. Avrinningsområdet består mestadels av kalfjäll (74 procent). Avrinningsområdet har 1,45 kvadratkilometer vattenytor vilket ger det en sjöprocent på 26,4 procent.